# Сервий Сулпиций Галба (консул 144 пр.н.е.)
Вижте пояснителната страница за други личности с името Сервий Сулпиций Галба.
Сервий Сулпиций Галба (на латински: Servius Sulpicius Galba, * ок. 194 пр.н.е., † пр. 129 пр.н.е.) e политик на Римската република през 2 век пр.н.е.
Той е син на Сервий Сулпиций Галба (претор 187 пр.н.е.) Той служи като военен трибун във II легион в Македония при Луций Емилий Павел Македоник. 167 г. пр.н.е. получава триумф.
151 г. пр.н.е. е претор в Испания и се бие против келтиберите и лузитаните.
През 150 г. пр.н.е. той измамва вожда на лузитаните Вириат и избива множеството от племето.
През 144 пр.н.е. Галба е избран за консул заедно с Луций Аврелий Кота.